# Mortaja
Se llama mortaja a la vestidura que se pone al cadáver antes de ser enterrado.
Los romanos amortajaban sus muertos con vestidos blancos. A los magistrados les ponían la toga pretexta; a los censores los vestían de púrpura. Los griegos usaron también del color blanco con los muertos. Los hebreos los envolvían en una sábana blanca y ligaban con unas fajas, y les cubrían la cabeza con un lienzo llamado sudario distinto de la sábana: consta de los Evangelistas, que así lo ejecutaron con Lázaro y Jesucristo. Los modernos les ponían una camisa у calzones añadiendo algunos una especie de roquete de lienzo fino, su taled, que es una capa cuadrada con cordones que cuelgan de ella y cubrían la cabeza con un gorro blanco. Así le ponían en el ataúd hecho expresamente para esto con un lienzo debajo y otro encima. 
Si es persona de distinción entre ellos llevaba el ataúd puntiagudo y si es rabino o Maestro de la Ley, ponían sobre el cuerpo cuantidad de libros, le cubrían después de negro y le ponían fuera de la casa para que juntándose los vecinos alrededor del féretro, le lloraran. La costumbre de arrojar en la calle toda el agua que se encuentra en la casa y en las de los vecinos, ha sido propia de los judíos modernos: no se lee que la hayan practicado los antiguos. La intención que tienen en esto es advertir que hay en aquel barrio un muerto para que le lloren y esto es lo que se halla en la antigüedad. En efecto Dios amenaza en la Escritura a Joacín, que no se le llorará en su muerte (Jeremías 22:18).
La mortaja de los chinos era el mejor vestido que usaba en vida el muerto: ponían en el ataúd o caja las insignias de su empleo y lo tenían en su casa muchos años antes de su muerte, como un mueble de los más preciosos. Hasta el Emperador tenía el suyo en el palacio. Antes de colocar el cadáver le barnizaban bien por dentro y fuera, para que no saliera vapor alguno incómodo.
En Inglaterra por una ley del país se debían enterrar los muertos con una tela de lana, que llaman flanela, sin que fuera permitido emplear una hebra de hilo. Esta tela era siempre blanca y se vendían las mortajas hechas de todos precios y de diversos tamaños en las tiendas de los lenceros. Lavaban bien el cuerpo y si era hombre, le rasuraban la barba que le hubiera crecido en la enfermedad. Embalsamaban a las personas de distinción.

## Los católicos
Las mortajas más comunes entre los católicos se reducían a envolver al difunto en una sábana blanca. Esto era práctica antigua en España pues leemos que el cuerpo de San Isidro, visitado por Don Gómez Tello en 1565, se halló envuelto en una sábana de seda blanca con otra de lino sobre la primera. Muchas personas dejan en su testamento ordenado que se les entierre con hábito de alguna orden religiosa por devoción. A los eclesiásticos se les entierra con las vestiduras de la Iglesia; a los regulares con el hábito de su orden; a los Caballeros de los Órdenes Militares con el manto capitular, espuelas y daga. Además de los ornamentos sagrados se ponía en otro tiempo o el manual o el libro de los Evangelios sobre el cuerpo. El ritual antiguo del Monasterio de Silos, tomado en la substancia del que se usó en tiempo de los godos, dice: Si el difunto ha sido del Orden Sacerdotal, se le pondrá sobre el pecho el libro manual; y si fue Diácono, el libro de los Evangelios. Hablando de las exequias de los Obispos el mismo Autor trae la ceremonia que se usaba en aquel tiempo, según el Ritual del Monasterio de Cardeña: 

Como previene nel Concilio Toledano VII, y lo establecido por el Concilio V de Valencia, deberá acudir a enterrar el Obispo difunto otro Obispo de los del contorno. Habiéndose lavado el cuerpo por algunos Presbíteros у Diáconos, se le viste, como es de costumbre, con sus ornamentos episcopales y se le pone sobre el pecho el Evangelio. Después se acerca el Obispo que vino a enterrarlo, y abriéndole la boca le mete en ella el Chrisma, diciendo: este Sacramento de piedad te sirva para que participes de la felicidad de los bienaventurados.

Solían en la antigüedad tejer especialmente para este uso la tela, como se ve en Homero de Penélope y de la madre de Euryalo en Virgilio. La Emperatriz María Teresa hizo por sus propias manos su mortaja y sus criadas que la vieron coser este ropaje fúnebre con gran secreto, lo callaron hasta después de su muerte.
Coronaban los antiguos a los muertos con flores, para recordar a los vivos la brevedad de esta vida. Este uso de la antigüedad quedó entre nosotros en algunas partes a favor de las doncellas y de los párvulos. Al niño bautizado, decía el Ritual romano, se le amortaja según su edad, y se le pone una corona de flores y hierbas aromáticas en señal de la integridad de la carne y de la virginidad. También se practicaba en Holanda y en algunos pueblos de Alemania. En la primitiva Iglesia enterraban a las doncellas con guirnaldas de flores y a los mártires con los instrumentos de su martirio.
Después de amortajado el cadáver le colocaban en el féretro o ataúd у ponían en el vestíbulo de la casa los pies hacia la puerta para significar con esta situación la salida de esta vida.